# Lijst van burgemeesters van Woubrugge
Dit is een lijst van burgemeesters van de voormalige Nederlandse gemeente Woubrugge in de provincie Zuid-Holland. Woubrugge is per 1 januari 1991 opgeheven en eerst opgegaan in de gemeente Jacobswoude. Op 1 januari 2009 is Jacobswoude opgeheven en opgegaan in de gemeente Kaag en Braassem.
| Ambtsperiode | Naam burgemeester                                        | Partij of stroming | Bijzonderheden                                                                                       |
| ------------ | -------------------------------------------------------- | ------------------ | --- |
| 1812 - 1851  | Cornelis Kempenaar                                       |                    | tot maire benoemd op 28 december 1812, president van het gemeentebestuur 1813-1817, schout 1817-1825 |
| 1851 - 1852  | mr. Johan Hendrik Verboom baron van Reede van Oudtshoorn |                    | |
| 1852 - 1869  | Pieter van Schravendijk                                  |                    | |
| 1869 - 1888  | Pieter de Ridder                                         |                    | |
| 1888 - 1902  | Arend Ludolf Wichers                                     |                    | |
| 1903 - 1916  | Teunis Pieter Kleijn                                     | ARP                | |
| 1916 - 1928  | Jan Cornelis Baumann                                     | CHU                | |
| 1928 - 1935  | Jacob Eliza Boddens Hosang                               | CHU                | |
| 1935 - 1941  | Hendrik Bastiaan Nicolaas Mumsen                         | CHU                | |
| 1941 - 1946  | Dirk Rijnders                                            | CHU                | |
| 1946         | Hector Marius van Fenema                                 | partijloos         | Waarnemend                                                                                           |
| 1946 - 1972  | Jan Catharinus van Wageningen                            | CHU                | |
| 1972 - 1991  | Dick Brouwer de Koning                                   | CHU/CDA            | |